# Maximilian Werner (Schauspieler)
Maximilian Werner (* 13. Januar 1996 in Hamburg) ist ein deutscher Schauspieler.

## Leben und Wirken
Maximilian Werner spielte zuerst 2003 im mit dem Studentenoscar 2005 ausgezeichneten und für den Oscar 2006 nominierten Kurzfilm Der Ausreißer. In der Folge trat er fortlaufend in verschiedenen Fernsehfilmen und -serien auf. Im ersten Teil des Mehrteilers Die Wölfe spielte er eine der Hauptrollen. Bei der Verleihung des Deutschen Fernsehpreises 2009 wurde er – gemeinsam mit fünf anderen Nachwuchsdarstellern – dafür mit dem mit 15.000 Euro dotierten Förderpreis ausgezeichnet.

## Theater
- 2003: Romeo und Julia, Schauspielhaus Hamburg (Regie: Nils Daniel Finckh)

## Filmografie
- 2004: Der Ausreißer
- 2005: Doppelter Einsatz – Der Fluch des Feuers (Fernsehserie)
- 2005: Die unlösbaren Fälle des Herrn Sand (TV)
- 2006: Im Tal der wilden Rosen – Was das Herz befiehlt (Fernsehfilm)
- 2006: Vier Meerjungfrauen II – Liebe à la carte (Fernsehfilm)
- 2006: M.E.T.R.O. – Ein Team auf Leben und Tod (Fernsehfilm)
- 2007: Vaterherz (Fernsehfilm)
- 2007: Durch Himmel und Hölle (Fernsehfilm)
- 2007: Die Zürcher Verlobung – Drehbuch zur Liebe (Fernsehfilm)
- 2007: Ki.Ka Krimi.de (Fernsehen)
- 2008: Was wenn der Tod uns scheidet?
- 2008: Tiere bis unters Dach (Fernsehen)
- 2009: Die Wölfe (Fernsehfilm)
- 2009: Notruf Hafenkante (Fernsehserie, Folge Trennung in Freundschaft)
- 2009: Der Landarzt (Fernsehserie)
- 2009, 2017: Großstadtrevier (Fernsehserie)
- 2010: Auch Lügen will gelernt sein (Fernsehfilm)
- 2011: Notruf Hafenkante (Fernsehserie, Folge Im Bunker)
- 2012: Die Pfefferkörner (Kinderserie)
- 2014: In aller Freundschaft (Fernsehserie)
- 2014: Immer wieder anders (Fernsehfilm)

## Auszeichnungen
- 2009: Deutscher Fernsehpreis: Förderpreis